# Henri Ayme
 (mars 2014).
Pour les articles homonymes, voir Aymé.
Henri Ayme, dit le Docteur Ayme (25 mars 1888 - 4 mars 1970), est un médecin et chirurgien dentiste, un homme politique responsable du Parti communiste du Vaucluse entre les deux guerres, un spéléologue et un écrivain.

## Biographie

### Famille et études
Henri Louis Joseph Ayme est né le 25 mars 1888 à Carpentras, dans une famille de paysans moyens. Son père était analphabète et une tante était religieuse. Après des études primaires et secondaires dans des écoles confessionnelles, et des études de médecine à la Faculté de Montpellier, il obtient les grades de docteur en 1910 et de chirurgien dentiste en 1912. Il épouse, en janvier 1913, à Carpentras, une condisciple d’origine russe, Raïssa (« Renée ») Slobodsky, née le 25 mars 1884, à Alexandrie, d’un père israélite. Catholique pratiquant, il la fait baptiser. Il est également président du patronage Saint-Joseph de Carpentras où sa piété le fait surnommer « l’Austère », et il vend la presse catholique aux portes des églises, à la sortie des messes dominicales. Deux enfants naissent avant-guerre, un garçon, Laurent, Boris (1913), et une fille, Olga (1916). Atteint par la tuberculose, il passe une partie de la guerre en sanatorium à Grasse.

### Carrière politique
En 1918, son évolution politique s’amorce, de Catholique royaliste, il devient républicain communiste. Il demande ainsi son admission à la loge maçonnique de Carpentras ; elle lui est refusée pour « suspicion de cléricalisme ». Il se lance alors dans le militantisme révolutionnaire : il est l’un des fondateurs du Parti communiste vauclusien, auquel il reste fidèle, sauf une brève éclipse en 1930-1932. Brillant orateur, il est capable aussi bien de prêcher la bonne parole aux paysans qu’il soigne que de descendre dans la rue et de conduire une manifestation. Dès le premier congrès d’organisation du Parti dans le Vaucluse (Avignon, 1921), celui-ci prend pour hebdomadaire le journal l’Avenir, qu’Ayme vient de créer à Carpentras. En 1922, il devient secrétaire fédéral et, le 1er juillet 1923, c’est dans cette même ville que se réunit le premier congrès fédéral. La préfecture ayant interdit le défilé avec drapeaux rouges, des bagarres éclatent, un manifestant est renversé à la suite de l’intervention d’une brigade à cheval. Au milieu des militants qui crient « assassins, assassins », Ayme s’empare d’un drapeau rouge et met au défi le service d’ordre de le lui arracher. Cette action lui vaut l’inscription au carnet B, 3e groupe, « individus dangereux pour l’ordre intérieur ».
Début 1924 il quitte Carpentras pour ouvrir un cabinet dentaire à Cavaillon. Il participe régulièrement à la fête annuelle du Parti à Fontaine-de-Vaucluse et y prend la parole. En octobre 1925, il est à la tête des militants communistes qui manifestent à Orange contre le congrès fédéral de la SFIO : il essaye de prendre la parole en montant sur une chaise, mais la police l’en empêche. Il porte la contradiction dans les réunions socialistes, attaquant les alliances du Cartel et les guerres coloniales. Il est alors souvent réclamé par les militants, qui apprécient son talent d’orateur et d’agitateur.
Mais le Parti communiste est dans sa période de tactique « classe contre classe » et connaît quelques années de crise.
Désillusion, désaccord idéologique ? Entre 1930 et 1933 le docteur Ayme s’éloigne du P.C.. Le rapport pour la conférence régionale de Marseille (janvier 1930) affirme que cet « intellectuel prétendu extrême gauchiste », ne comprend pas la politique du Parti à la campagne ; et la même année, il est exclu, sans doute parce que jugé trop bourgeois. Il est vrai qu’à cette date il exploite quatre cabinets dentaires, à Cavaillon, Isle-sur-la-Sorgue, Apt, dans le Vaucluse, et Lambesc dans les Bouches-du-Rhône. À Cavaillon, le cabinet est tenu par son épouse.
Dès 1933 cependant, il est réintégré, dans un parti en pleine évolution. L’action antifasciste rapproche en effet Ayme de ses anciens camarades : il est le délégué vauclusien du Parti aux congrès d’Amsterdam et de la salle Pleyel contre la guerre et le fascisme... Lors de la grève générale du 12 février 1934, il conduit le défilé, où l’on chante l’Internationale et Bandiera rossa, et il parle place de l’Horloge aux centaines de militants. Toujours en 1934, il est candidat au conseil général, canton de Cavaillon, et lors d’une manifestation organisée contre la venue à Carpentras de Philippe Henriot, à la tête de 600 manifestants il se heurte à la police à cheval, toujours serrant contre lui un drapeau rouge.
Le 14 juillet 1935, il est délégué à Paris pour la manifestation du Front populaire. Le rayon de Vaucluse le désigne comme candidat aux législatives de 1936 dans la circonscription d’Apt, où il obtient un net gain de voix par rapport à 1928.
Dans l’été 1936, il anime plusieurs meetings en faveur de la République espagnole, fait un voyage en Espagne, avec son fils membre des Jeunesses communistes, et critique vivement la politique de « non-intervention » de Léon Blum
Déçu de la rupture du Front populaire, il prend un sensible recul par rapport à son action de propagandiste et de militant. Dès le début de la guerre, il se retire dans sa propriété de Verquières (Bouches-du-Rhône). Un rapport de police indique « qu’il s’était beaucoup amendé et paraissait se passionner pour la géologie » …

## Activités spéléologiques
En effet, cet esprit scientifique et curieux s’intéressait également, et depuis longtemps, à la circulation et la résurgence des eaux du Plateau de Vaucluse et de Saint Christol. Dès 1919 il crée la Société des Amis de la Sorgue souterraine, dont Daladier est un temps président d’honneur. Pendant les deux décennies suivantes il finance intégralement, dit-on, les recherches effectuées dans des orifices du Plateau (Aven de l’Aze, Trou souffleur), et dans les profondeurs de la cavité vauclusienne elle-même.
Il pressent l'importance du Trou souffleur dès son apparition à la suite de pluies très importantes, le 26 décembre 1935, sur la commune de Saint-Christol-d'Albion (Vaucluse).
Un minuscule orifice s’ouvre, absorbant l’énorme quantité d’eau qui formait un petit lac dans la dépression karstique proche du village. De cette entrée impénétrable, s’échappe un fort courant d’air, cela durant les 24 heures qui suivent son ouverture. Le Docteur Ayme attaque donc pendant deux longues années sa désobstruction. Malheureusement, cette première tentative
est stoppée par l’effondrement de la trémie d’entrée. L'avenir lui donne raison puisque cette cavité passe de la
cote -20 à la cote -600 mètres en 1986. Déçu par le manque de résultat obtenu à partir de la surface du Plateau de Vaucluse, il essaye également d'accéder à la Sorgue souterraine en faisant explorer la vasque de Fontaine-de-Vaucluse, exsurgence du système karstique : le 24 septembre 1938, il y fait plonger Negri qui atteignit la profondeur de -27,5 mètres. Negri aperçoit une barque coulée, et la prend pour celle du plongeur Ottonelli qui avait œuvré en 1878. En fait, il s'agit de la barque utilisée par Reboul en novembre 1869 pour installer le Sorgomètre.
Seize ans plus tard, en octobre-novembre 1954, il dirige les plongées de son beau-frère Magrelli. Ce dernier relève avec précision le début du siphon, jusqu'à la profondeur de -25 mètres, en vue de préparer de futures plongées.
Parallèlement à ces recherches scientifiques, le Docteur mettait à profit le cadre frais et verdoyant de la Fontaine-de-Vaucluse : particulièrement agréable en été, pour y tenir pendant toutes ces années les fêtes annuelles du PC départemental. 
Il lance par ailleurs un projet qui, s’il ne s’était heurté au refus du maire de droite de l’époque, aurait permis de régulariser le débit des eaux et de fournir une activité régulière aux moulins en aval.

## Internement et œuvre littéraire
En tant que communiste le Docteur Ayme est arrêté en 1940, interné à Marseille (Fort Saint-Nicolas), puis au camp de Chabanet (Ardèche) avec d’autres militants. Il les soigne et tente de les organiser. Comme il souffre d’un ulcère à l’œil, les conditions de détention lui sont particulièrement pénibles. Il est par la suite déporté, par le gouvernement de Vichy, en Algérie, à Bossuet (aujourd’hui Dhaya).
Cet arrêt forcé des activités pendant plusieurs années, lui donne le temps et le désir d’écrire. D’écrire de nombreux poèmes, mais surtout un roman fantastique, contrairement à ce que pourrait à première vue suggérer le titre de l’ouvrage : Vaucluse. Le héros, un biologiste spéléologue, égaré dans les galeries souterraines de ce Plateau en apparence bien familier, y découvre par accident tout une société merveilleuse, insoupçonnée à la surface, technologiquement très développée, très proche de l’univers de Jules Verne : l’absolue pureté des eaux souterraines, exploitée rationnellement, y permet, grâce à un système d’irrigation révolutionnaire, des cultures incroyablement riches, même sous terre, et la préservation de l’organisme humain contre le vieillissement et la mort.
Le livre, écrit pour l’essentiel en prison et en camp, évite toute allusion politique, mais ce merveilleux scientifique rejoint directement les enthousiasmes pionniers de la littérature soviétique des années trente : les hommes, libérés de la mort, y sont devenus tous semblablement parfaits, grâce à l’accroissement infini de leur expérience et de leur réflexion, libérées des contraintes matérielles. Le roman se termine par un grandiose miracle moderne : au beau milieu de la traditionnelle voto (fête votive) où tous les paysans et les prêtres de la région de Carpentras sont réunis comme chaque année devant
la petite fontaine attribuée à un miracle du santon local Saint Gens, les eaux du sous-sol produisent brusquement un bouillonnement énorme, annonciateur de fertilisation des champs… et de lendemains qui chantent.
À la Libération, Henri Ayme devient conseiller municipal de Cavaillon et réintégre le Parti communiste vauclusien. Il est responsable du journal Le cri du Vaucluse, non sans fréquents conflits avec la direction départementale : celle-ci privilégie systématiquement les échos des luttes sociales et des entreprises, tandis que, dans l’ambiance favorable de l’immédiat après-guerre, pour attirer un plus large public populaire, il donne une importante place au jardinage, à la cuisine et aux contes provençaux.
Sentant venir la fatigue de l’âge, peut-être déçu de ne pas être désigné comme candidat aux élections parlementaires de 1945-1946, il se retire progressivement de l’action politique, et quitte ses fonctions municipales en 1952, année de la mort de sa femme. Il consacre ses dernières années à mettre en meilleure forme ses travaux des périodes précédentes : scientifiques (Vallis clausa), littéraires (Calès ou l’humanité souterraine), et politiques (La Cause).
Il se remarie en 1953 avec Marie Joséphine Magrelli, a encore plusieurs enfants et vit à Verquières. En 1964, il donne
son adhésion au Comité d’honneur national pour la réhabilitation d’André Marty.
Il meurt le 4 mars 1970 à Arles.
Après sa mort, son nom est donné en 1972, par une municipalité de gauche, à la plus moderne des nouvelles cités périphériques de
Cavaillon. Devenue plus tard un « quartier difficile », celle-ci a abrité un groupe de rap, dont l’un des succès avait pour leit-motiv « Docteur Ayme – c’est – pas Cavaillon – c’est Docteur Ayme ».